# نسمة عبد العزيز
نسمة عبد العزيز موسيقية مصرية, تعزف على آلة الماريمبا (من مواليد 1 فبراير),
تخرجت من معهد الكنسرفتوار, وألتحقت بفرقة عمر خيرت, ونالت مرتبة الشرف من معهد الكونسرفتوار عام 1997، ومنحها الرئيس المصري محمد حسني مبارك بعثة دراسية في الولايات المتحدة الأمريكية في جامعة UCCA ، بدات في العمل بمفردها في عام 2001 وصورت عدة كليبات مصورة لها منها تيكو تيكو وفوجا
أطلت نسمة على الناس منذ 5 سنوات وجالت كل محافظات مصر، تعزف قائدة لآلات الإيقاع ضمن الفريق، ثم صارت تعزف منفردة. إلى ان تكللت خطواتها بالنجاح، فاشتركت في حفلات أوبرا كثيرة داخل مصر وخارجها، وصولاً إلى الدول الأوروبية والولايات المتحدة الأميركية. ثم ازدادت نجوميتها لاحقاً، خصوصاً بعدما أصبح لها فرقتها الخاصة.
و قدمت نسمة برنامج موسيقية في قناة المحور الفضائية وهي «أوبرا شو» عن عروض الاوبرا المختلفة وبرنامج «ليلتكم طرب» عن الموسيقى العربية
ونسمة متزوجة من المنتج المصري جلال زكي وهي تقول عنه «ولولا زوجي الذي يقف بجانبي ويساعدني حتى استطيع النجاح في عملي بالفن أو في المجال الاعلامي ما كنت استطعت تحقيق طموحي» 

## وصلات خارجية
- نسمة عبد العزيز على موقع قاعدة بيانات الأفلام العربية
- نسمة عبد العزيز على موقع ديسكوغز (الإنجليزية)